# 米哈伊爾·葉戈羅夫
米哈伊爾·阿歷克謝耶維奇·葉戈羅夫（1923年5月5日—1975年6月20日），蘇聯斯摩棱斯克州魯德尼揚斯基區出身軍人，是蘇德戰爭柏林戰役中将胜利旗插上柏林国会大厦圆顶三位蘇軍士兵之一。
葉戈羅夫在納粹佔領期間加入了游擊隊，然後於1944年末作為步兵偵察兵入伍紅軍，戰後退役後，他在一家奶牛場工作（乳品罐頭廠）。1975年，他因車禍喪生，享年52歲。 